# هانك فيستر
هانك فيستر (بالإنجليزية: Hank Pfister) مواليد 9 أكتوبر 1953 في بيكرسفيلد، هو لاعب كرة مضرب أمريكي سابق بدأ مسيرته كمحترف سنة 1977 وكان يلعب باليد اليمنى، اعتزل اللعب في 1988. كما أنه أحد أبطال الجراند سلام. أعلى تصنيف له في الفردي كان المركز الـ 19 في سنة 1983.

## بطولات حققها
- دورة رولان غاروس الدولية

## روابط خارجية
- هانك فيستر على موقع رابطة محترفي التنس (الإنجليزية)
- هانك فيستر على موقع الاتحاد الدولي لكرة المضرب (الإنجليزية)
- هانك فيستر على موقع خلاصة التنس.كوم (الإنجليزية)